# Sofie (film)
Sofie er en dansk film fra 1992, instrueret af Liv Ullmann, der også har skrevet manuskriptet med Peter Poulsen. Filmen, der omhandler en jødisk kvinde, bygger på en roman af Henri Nathansen og udspiller sig i sidste del af 1800-tallet.

## Medvirkende
- Karen-Lise Mynster
- Erland Josephson
- Ghita Nørby
- Torben Zeller
- Jesper Christensen
- Lotte Hermann
- Elin Reimer
- Lone Helmer
- Elna Brodthagen
- Henning Moritzen
- Kirsten Rolffes
- Anne Werner Thomsen
- Sanne Grangaard
- Peter Hesse Overgaard
- Peter Schrøder
- John Hahn-Petersen
- Hardy Rafn
- Mari Maurstad
- Claus Bue
- Stig Hoffmeyer